# Сервуа, Франсуа Жозеф
Франсуа Жозеф Сервуа (фр. François-Joseph Servois; 19 июля 1767, Мон-де-Лаваль, Королевство Франция — 17 апреля 1847, Мон-де-Лаваль, Июльская монархия) — французский математик.
Родился в Мон-де-Лаваль. Окончил Мезьерскую инженерную школу, где учился у Г. Монжа. Артиллерийский офицер, профессор математики в Артиллерийской школе (Лафер), хранитель Парижского артиллерийского музея.
Исследования относятся к алгебре, геометрии, сферической тригонометрии. Ввел (1812) термины «коммутативный», «дистрибутивный», «полюс». Пытался распространить понятие комплексных чисел на пространство и близко подошел (как указывает У. Р. Гамильтон) к понятию кватерниона. Ряд работ в области теории функций.